# Sword Art Online: Fatal Bullet
Sword Art Online: Fatal Bullet (ソードアート・オンライン フェイタル・バレット?, Sōdo Āto Onrain: Feitaru Baretto) è un videogioco di ruolo con elementi sparatutto in terza persona basato sulla serie di light novel Sword Art Online di Reki Kawahara. Sviluppato da Dimps tramite il motore grafico Unreal Engine 4 e pubblicato da Bandai Namco Entertainment per la console PlayStation 4 l'8 febbraio 2018 in Giappone e il 23 dello stesso mese nel resto del mondo dove è stato reso disponibile anche per Xbox One e Microsoft Windows tramite il servizio online Steam, è ambientato nell'universo di Gun Gale Online.
Il 25 ottobre 2018, Bandai Namco Entertainment ha pubblicato un trailer in cui vengono confermate un'espansione denominata Dissonance of the Nexus che offrirà due nuove storie che si svolgeranno in parallelo fra loro e l'edizione completa del gioco chiamata Complete Edition. Entrambe uscite il 19 gennaio 2019 in madre patria ed il giorno seguente nel resto del mondo per PlayStation 4, Xbox One e Windows, una versione per Nintendo Switch è stata pubblicata ad agosto dello stesso anno.

## Trama
Fatal Bullet segue gli eventi di Sword Art Online: Hollow Realization ed è ambientato a Gun Gale Online, un gioco pubblicato da Zaskar, in seguito all'avvento de "il seme", ovvero il programma di generazione dei mondi. La storia si focalizza su un protagonista personalizzabile dal giocatore al quale si affiancherà anche una mini campagna incentrata su Kirito, chiamata "Modalità Kirito", dove l'incidente dei Death Gun è stato modificato per adattarlo al Gameverse, portando così allo sviluppo di eventi secondari in cui saranno partecipi sia i personaggi principali del Gameverse che quelli di Fatal Bullet. L'ultimo capitolo della campagna principale offre anche l'opportunità di cambiare il finale a seconda delle scelte che farà il giocatore per un totale di tre alternative, il terzo in questione può essere definitivo come il finale veritiero ovvero quello canonico.